# Teun van Dijk
Teun Adrianus van Dijk (Naaldwijk, 7 de mayo de 1943) es un lingüista neerlandés.

## Carrera
Es profesor en la Universidad Pompeu Fabra de Barcelona desde 1999. Licenciado en Lengua Francesa y Literatura de la Universidad Libre de Ámsterdam, y Teoría de la Literatura en la Facultad de Letras de la Universidad de Ámsterdam donde se doctoró en 1972 con una tesis sobre la gramática del texto. 
Completó su formación en las universidades de Estrasburgo, París y Berkeley.
Recibió en 2013 el título de doctor honoris causa por la Universidad Nacional de Cuyo.

## Investigación y estudios
Sus áreas de  investigación en los estudios del discurso han sido: la teoría literaria, la pragmática del discurso, la psicología del procesamiento del discurso, las noticias, la ideología, el discurso racista, el conocimiento y el contexto, áreas en las que ha publicado varios libros.
Es uno de los fundadores del Análisis crítico del discurso y fue editor-fundador de las revistas Poetics, TEXT, Discourse & Society, y Discourse Studies, (de las cuales todavía edita las últimas dos) y es además fundador de la revista de Internet Discurso & Sociedad. 
Innovador y pionero en la lingüística del texto, que aborda en el libro Text and context (1977). Su trabajo también se centra en el análisis de las estructuras, la producción y recepción de la información periodística referida a factores étnicos, racismo, identidad cultural, etc. Analiza la construcción discursiva de las diversas variantes de la expresión racista y de los prejuicios relacionados con las migraciones, la interculturalidad, etc. 
Estudia el discurso del poder y la fijación cognitiva de las creencias. Sus últimos libros tratan de contexto y conocimiento. 
En 2017 fundó el Centro de Estudios del Discurso en Barcelona (España).

## Macrorreglas textuales
Algo que Teun van Dijk acuñó fueron las Macrorreglas textuales, estas son: Las operaciones mentales mediante las cuales el lector u oyente  determina el tema de un texto a través del análisis de las proposiciones de este último.
T. A. van Dijk distingue  cuatro macrorreglas:
- Supresión u omisión: Consiste en suprimir información poco relevante (detalles,ejemplos,etc.)
- Selección: Se selecciona la información importante respecto al texto, es lo opuesto a la supresión u omisión.
- Generalización: Consiste en deducir la idea más general de un conjunto de ideas similares.
- Integración o construcción: Consiste en unir varias partes de un texto que de tal forma se pueda resumir con un solo concepto.